# Автомобильная промышленность Австралии

Ежемесячные продажи на внутреннем рынке новых автотранспортных средств

Ежемесячный экспорт автомобилей с 1988 года (миллионов долларов США)

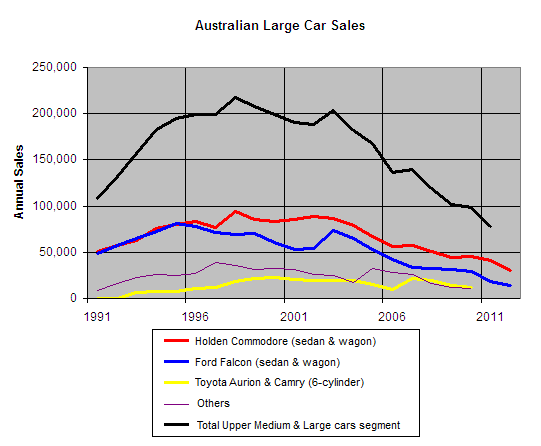
Продажи легковых автомобилей большого размера с 1991 года

Автомобильная промышленность Австралии — отрасль машиностроения Австралии. Возникла в XX веке, когда на австралийском континенте открылись заводы иностранных производителей автомобилей. Первым крупным автопроизводителем в стране стала компания Ford Motor Company of Australia. Первый автомобиль австралийской разработки выпустила компания Holden в 1948 году. Австралийское производство автомобилей достигло максимума почти в полмиллиона экземпляров в 1970-е годы (10-е место в мире) и превышало 400 000 в 2004 году. Отличительным признаком австралийского автопрома является разработка и производство легковых автомобилей большого размера. К 2009 году общий объем производства упал примерно до 175 000 автомобилей в год, доминирующее положение на рынке заняли импортируемые автомобили, ввозимые из Азии и Европы.
По состоянию на 2015 год автомобили австралийской разработки выпускала Holden, дочерняя компания General Motors, и Ford Australia. Toyota Australia осуществляла сборку местных версий японских моделей, в частности, Camry. Однако в октябре 2016 году двигательный и автомобильный заводы Ford Australia закрылись, а Holden и Toyota свернули производство в конце 2017 года. Конструкторские подразделения Holden и Ford Australia продолжили работу и даже расширили деятельность, таким образом, Австралия осталась одной из немногих стран, способной проектировать автомобили для массового рынка с нуля.

## История
Австралийские конструкторы были очень активны в начальный период развития автомобиле- и авиастроения, и в некоторых областях опережали в своих разработках зарубежных коллег. Вследствие изолированности Австралии создание собственных автомобилей являлось важной практической задачей.
Первые настоящие автомобили, созданные в Австралии, были паровыми. Первый из них, Phaeton, изготовлен в 1896 году Гербертом Томсоном и Эдвардом Холмсом из Мельбурна. Он был представлен широкой публике в 1900 году, при этом в конструкции колёс применялись первые пневматические шины, изготовленные в Австралии компанией Dunlop. Автомобиль представлял собой одноцилиндровый паровой экипаж мощностью 5 л. с., достаточно надёжный, чтобы вместе с Томсоном и Холмсом преодолеть 493 км от Батерста до Мельбурна со средней скоростью около 14 км/ч. В настоящее время автомобиль находится в экспозиции Института прикладных наук.
В 1901 году Харли Таррант создал первый автомобиль с двигателем внутреннего сгорания, полностью произведённый в Австралии. Он был изготовлен в небольшой мастерской в Мельбурне. До этого Таррант собирал в нём двигатели. Для создания автомобиля к Тарранту присоединился изготовитель велосипедов Говард Льюис. Автомобиль Тарранта был оснащен двигателем Бенца мощностью 6 л. с., установленным на задней оси. После этого автомобиля появилось множество усовершенствованных конструкций, включая первый автомобиль с полностью закрытым кузовом, сделанным в Австралии. Более поздние модели включали различные компоненты местного производства, в том числе двигатели, коробки передач и задние оси. Единственный сохранившийся автомобиль Тарранта находится в коллекции Royal Automobile Club of Victoria.
В 1903 году в новом Южном Уэльсе, Южной Австралии и Виктории была создана Австралийская моторная ассоциация, призванная защищать интересы мотористов. В 1924 году её сменила Австралийская автомобильная ассоциация.
В Австралии также существовало производство шин, но последний шинный завод был закрыт в апреле 2010 года, когда местное производство прекратила компания Bridgestone.

## Производство автомобилей по годам
Источник: VFACTS Sales Reports. FCAI. Дата обращения: 31 июля 2012. Архивировано из оригинала 13 декабря 2012 года.

## Крупные производители

### Действующие компании
На начало 2018 года производственные линии в Австралии сохранили только два крупных производителя автомобилей. При этом компания Toyota, свернувшая производство в конце 2017 года, объявила, что может вернуться, если условия будут этому благоприятствовать. В качестве потенциального направления развития Австралию рассматривает компания Mahindra.

#### Iveco

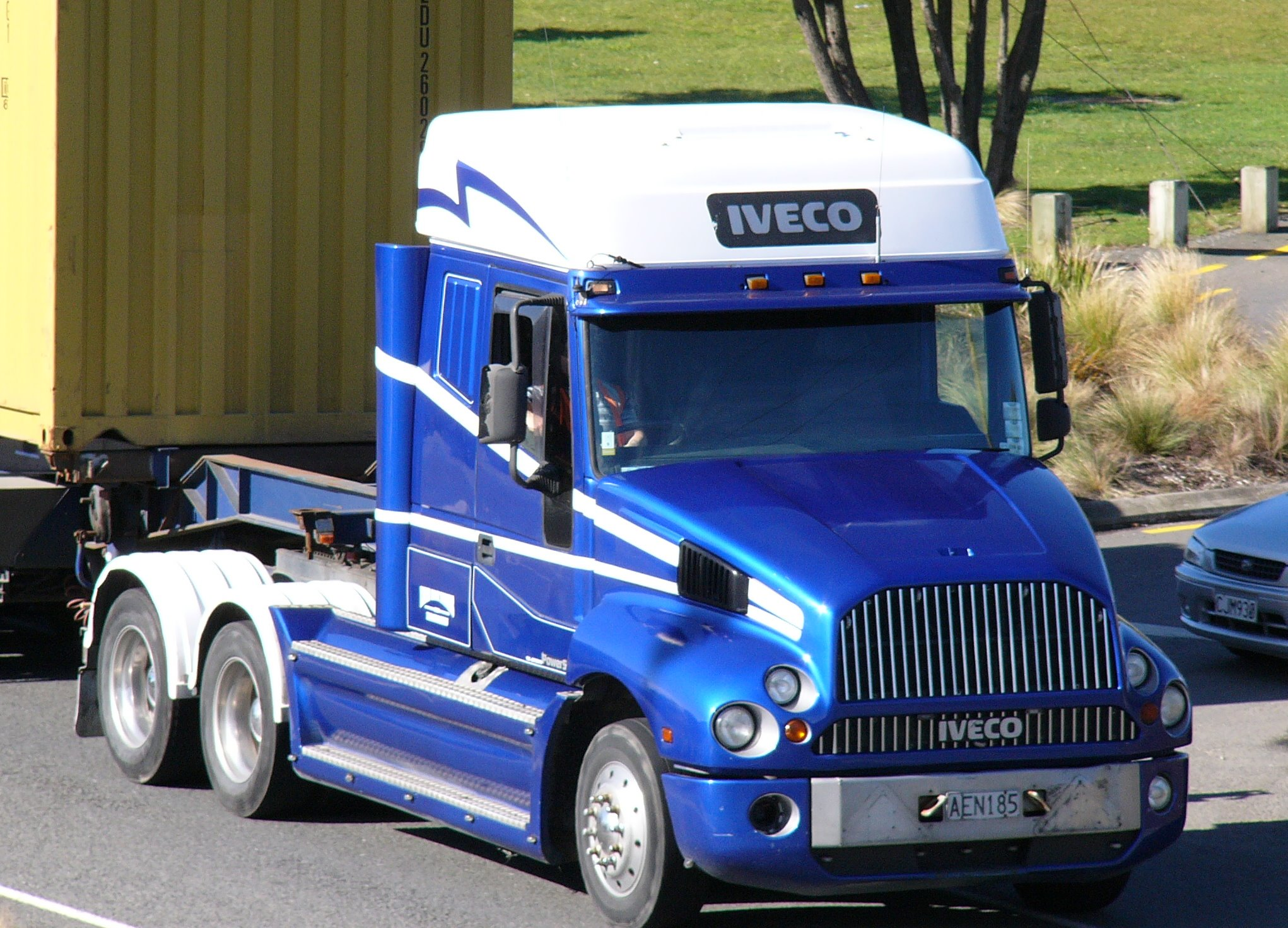
Автомобиль Iveco PowerStar, собранный в Данденонге, штат Виктория

Iveco Australia является дочерней компанией CNH Industrial. В настоящее время завод выпускает автомобиль Iveco PowerStar. Компания известна как единственный иностранный производитель грузовиков, которая выпускает тягачи не под американской маркой.

#### Paccar

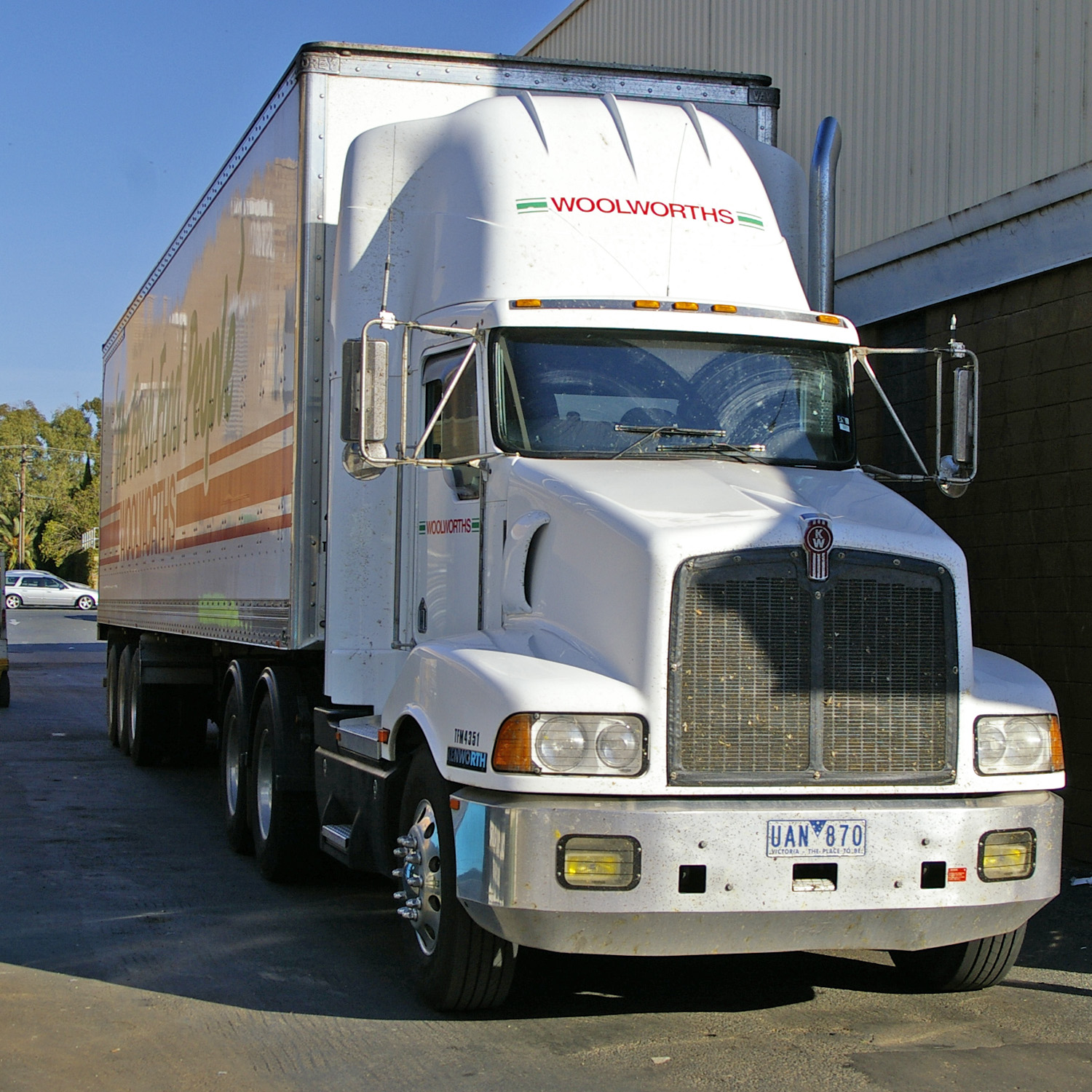
Kenworth T604

Kenworth Australia является дочерней компанией корпорации Paccar Inc. Компания в основном производит грузовики для австралийского рынка, модельный ряд включает в себя T4909SAR, C509, T359, T659, T909 и K200.

### Компании прошлого

#### Australian Motor Industries

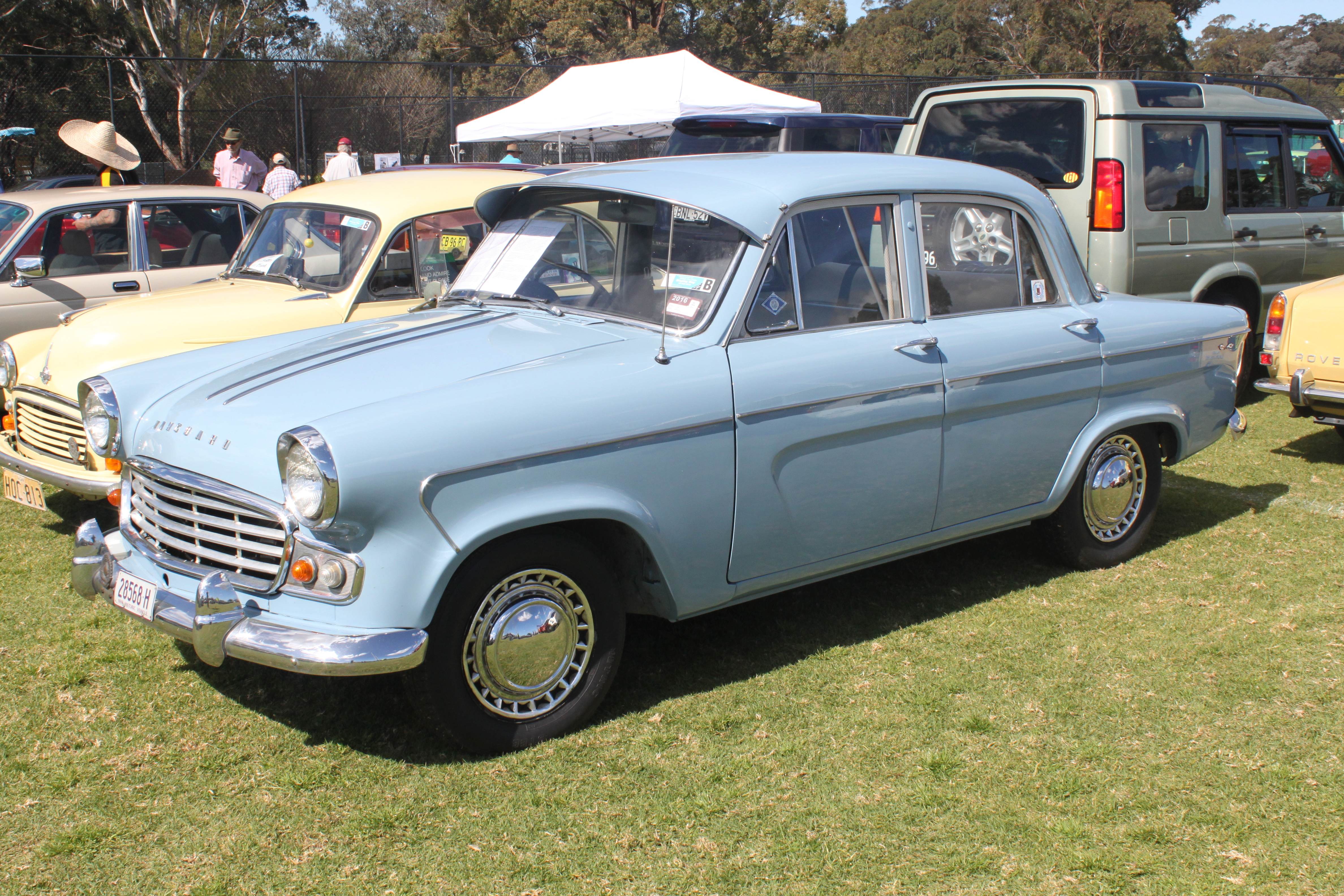
Standard Vanguard — одна из многих моделей AMI

Основанная в 1926 году, Australian Motor Industries (AMI) начала сборку автомобилей в 1952 году. До 1987 года она выпускала широкий ассортимент моделей фирм Standard, Triumph, Mercedes-Benz, а также автомобили марки Rambler компании American Motors Corporation (АМС). В 1963 году началась сборка автомобилей Toyota. Японская компания получила контрольный пакет AMI в 1968 году и последовательно увеличивала своё участие, пока в 1985 году AMI не была переименована в AMI Toyota Ltd.

#### British Leyland

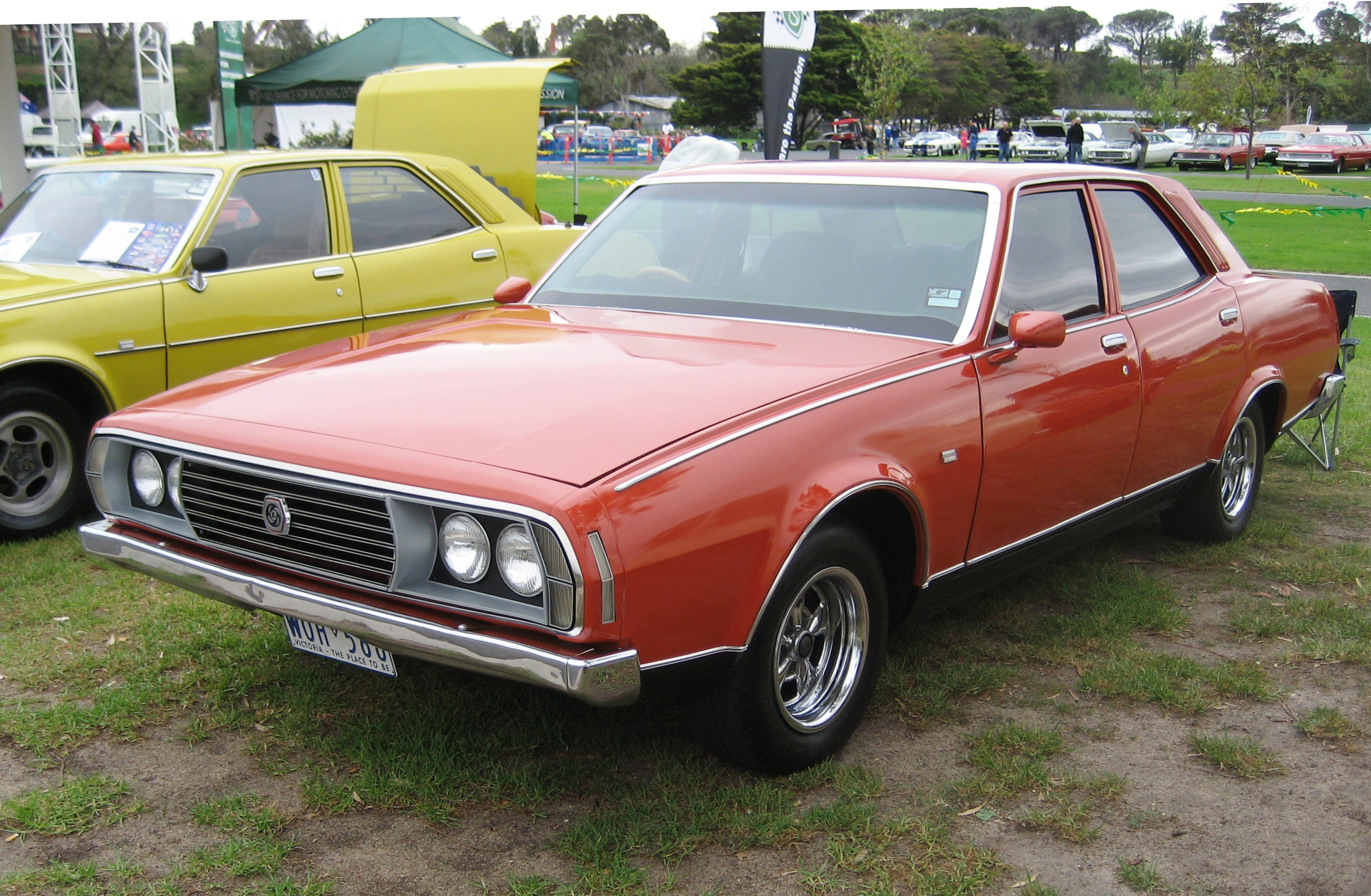
Австралийский филиал British Leyland производили Leyland P76 с 1973 по 1975 год

British Leyland (ранее Morris и BMC) владел сборочным производством в Австралии с 1950 по 1975 годы.

#### Chrysler Australia

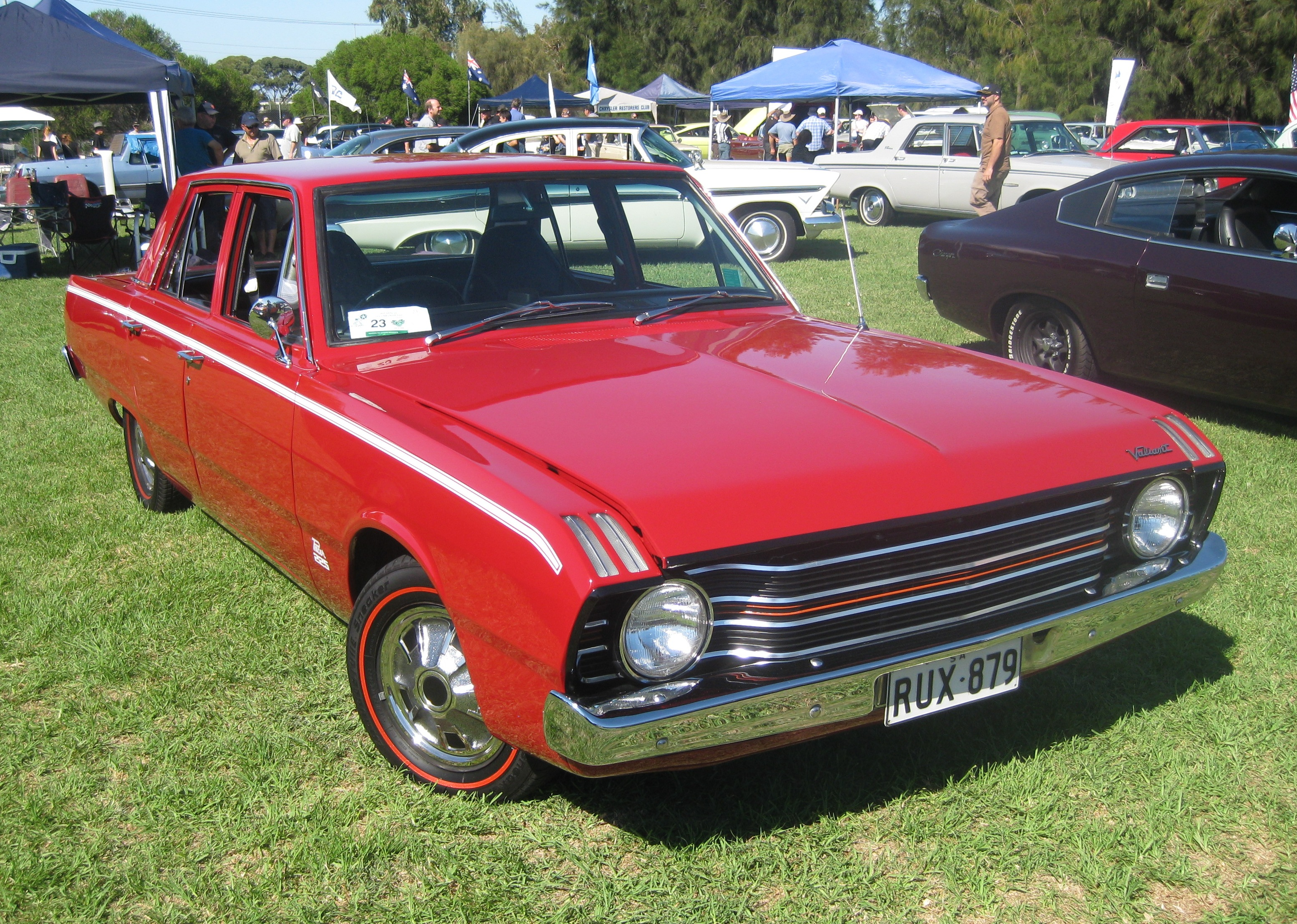
Chrysler Australia выпускала Chrysler Valiant с 1962 по 1980 год.

Chrysler ушёл с автомобильного рынка Австралии в 1981 году, продав остатки своей доли в Chrysler Australia Ltd японской компании Mitsubishi Motor Corporation. Новый владелец переименовал компанию в Mitsubishi Motors Australia Ltd (MMAL), и в настоящее время она функционирует в качестве одного из крупнейших австралийских импортеров транспортных средств. Местное производство легковых автомобилей было прекращено в марте 2008 года. В 1970-е годы Chrysler работал с Mitsubishi в тесном контакте, после того как японская корпорация получила 15-процентную долю в компании в 1971 году. В результате на сборочных линиях Chrysler Australia появились разработанные в Японии модели, например, Chrysler Valiant Galant (Mitsubishi Galant 1972—1977 годов) и Chrysler Sigma (Mitsubishi Galant 1977—1985 годов). В 1980 году завод в Тонсли-Парк был продан Mitsubishi. Производство популярных моделей Sigma и Colt продолжался под маркой Mitsubishi до конца 1980-х годов, когда на конвейере осталась единственная модель Mitsubishi Magna.

#### Ford Australia

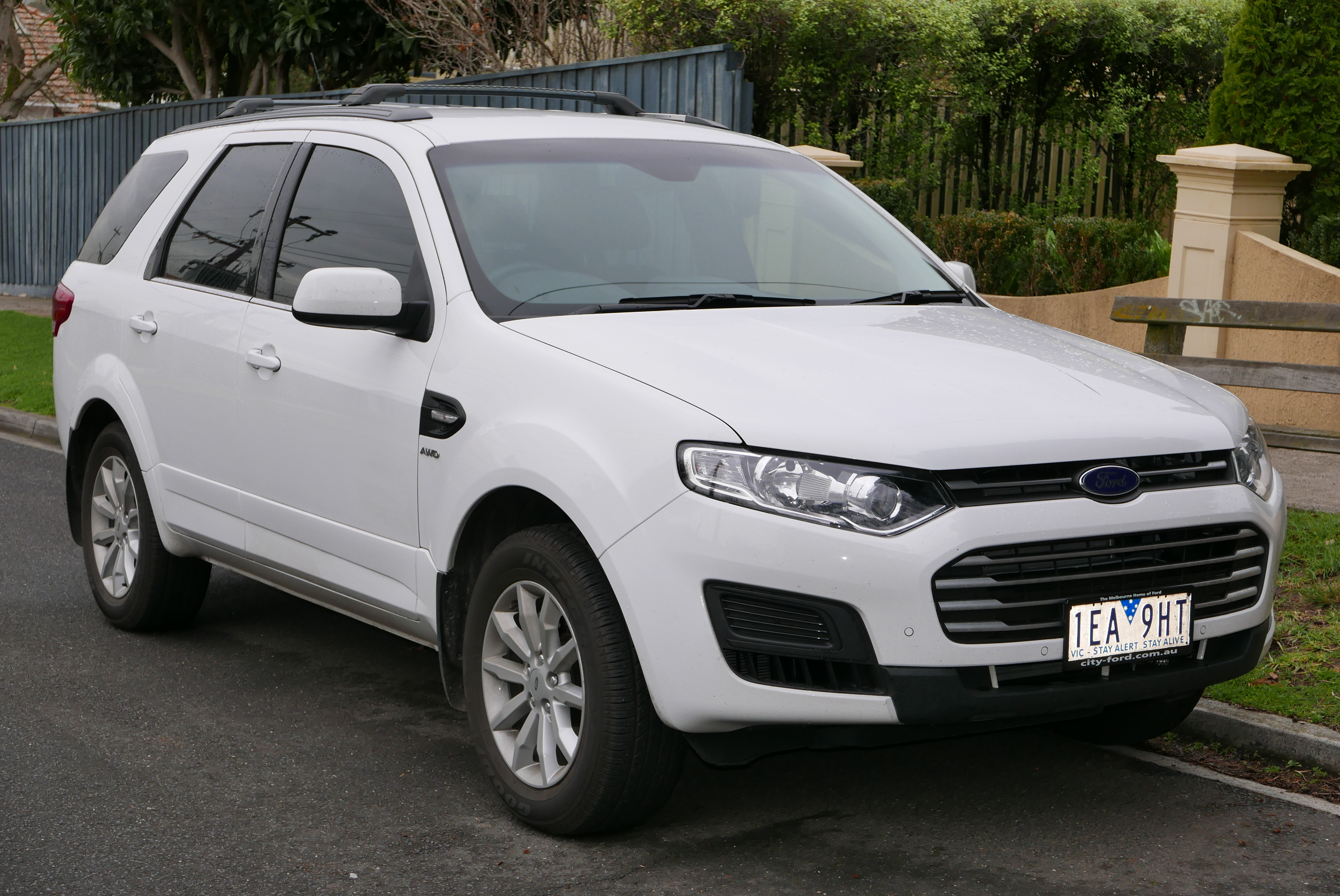
Ford Territory, австралийский представитель типа SUV

Ford Australia, дочерняя компания Ford Motor Company, была основана в Джелонге, штат Виктория, в 1925 году в качестве форпоста Ford Motor Company of Canada, Limited. Ford Canada в то время являлась отдельной компанией от Ford USA. Генри Форд предоставил право производства автомобилей марки Ford в Британской империи (и позднее — Содружестве наций), за исключением Великобритании, канадским инвесторам. В составе Ford Australia также имелось подразделение спортивных автомобилей — Ford Performance Vehicles, автомобили которого продавались под маркой FPV. 20 октября 2016 года все заводы Ford в Австралии были закрыты, компания присутствует на автомобильном рынке только с импортируемыми машинами.

#### Holden

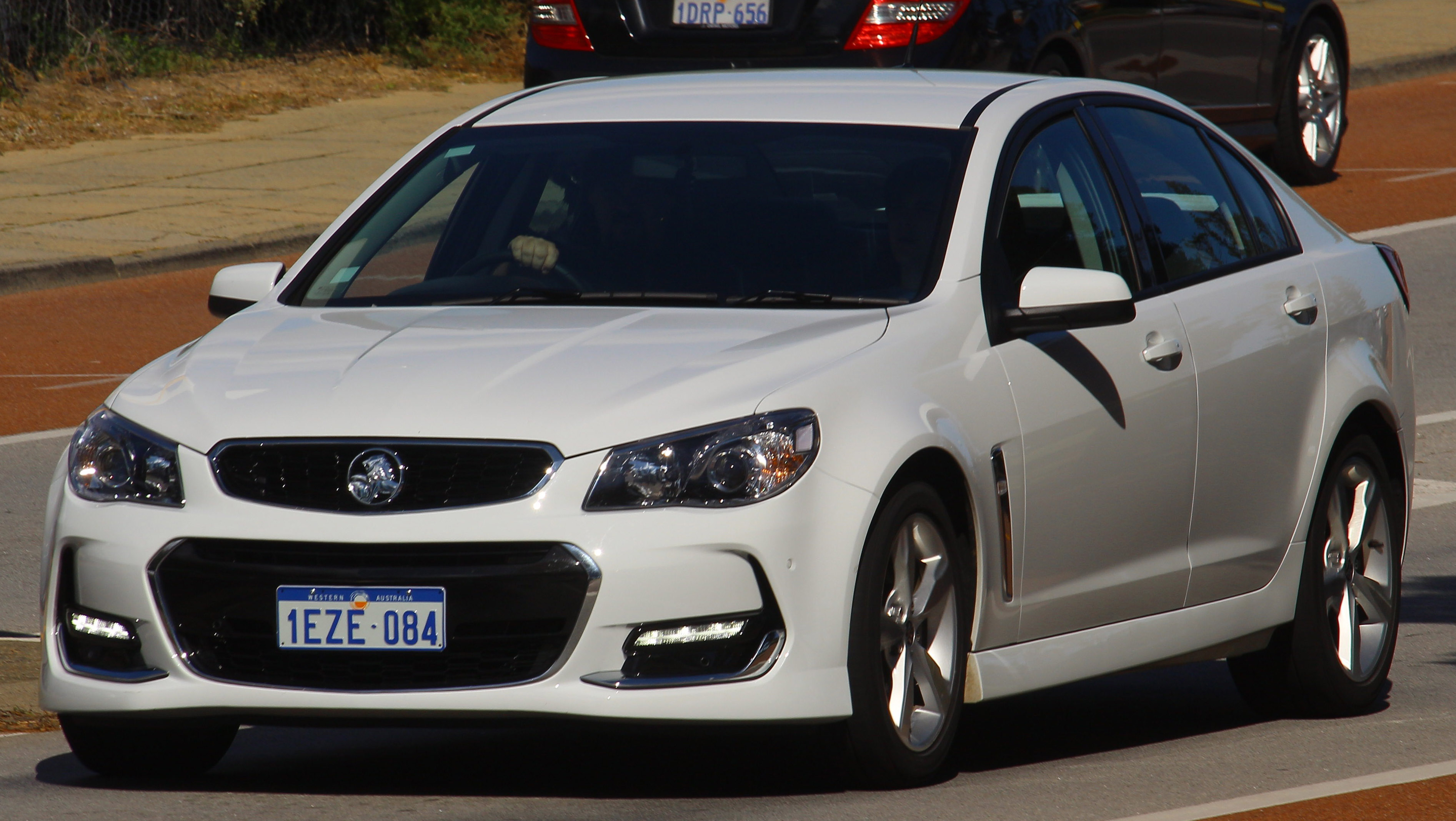
Holden Commodore — автомобиль местного производства компании Holden.

GM Holden Ltd — австралийская автомобильная компания, базировавшаяся в Порт-Мельбурн, штат Виктория. Компания основана в 1856 году как шорный бизнес (производство сёдел и упряжи). Позднее компания переключилась на автомобильную сферу, став дочерним предприятием General Motors (GM) в 1931 году. Holden отвечала за автомобильный бизнес GM в Австралии и представляла интересы фирмы в GM Korea (ранее GM Daewoo) в Южной Корее. На протяжении многих лет Holden предлагал широкий ассортимент оригинальных моделей (например, Holden Commodore), а также ряд импортируемых моделей GM. Также в разные годы Holden под своей маркой выпускал модели разработки Chevrolet, Isuzu, Nissan, Suzuki, Toyota и Vauxhall Motors, а модели Daewoo, Opel и Isuzu продаются до сих пор. Компания также имела партнера Holden Special Vehicles, выпускавшего спортивные версии под маркой HSV. 20 октября 2017 года Holden свернула производство в Австралии, закрыв завод в Элизабете, штат Южная Австралия. Основной деятельностью компании стали проектировании и импорт автомобилей.

#### Mitsubishi Motors Australia

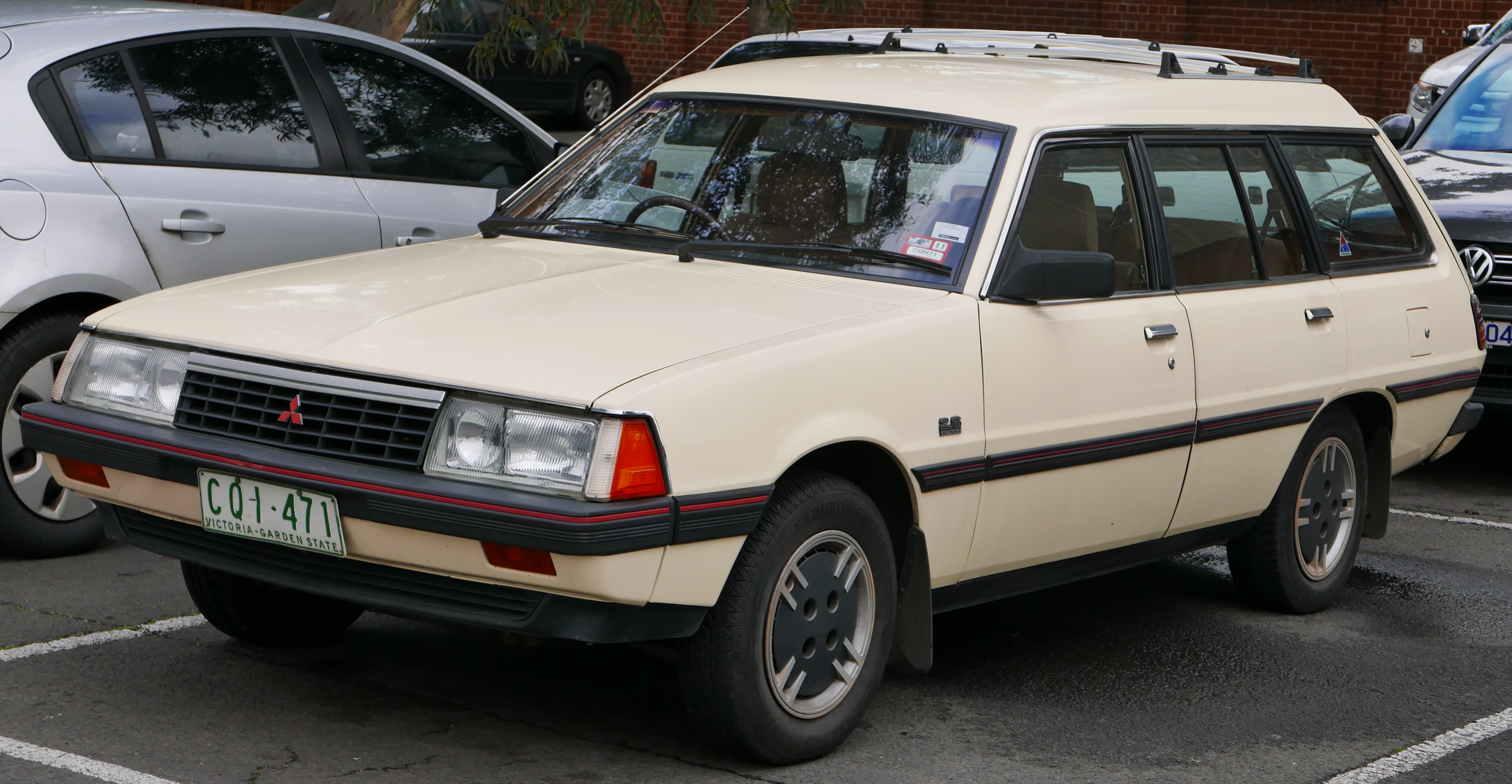
Mitsubishi Australia выпускала модель Sigma с 1980 по 1987 годы

Mitsubishi Motors Australia — дочерняя компания Mitsubishi Motors Corporation, образованная после приобретения Chrysler Australia. Австралийская штаб-квартира располагалась в Аделаиде с филиалами в Брисбене, Сиднее, Мельбурне и Перте. В Тонсли-Парк (Аделаида) находился завод компании, закрытый в марте 2008 года, когда плохие продажи Mitsubishi 380 показали дальнейшую нецелесообразность сохранения местного производства.

#### Nissan Australia

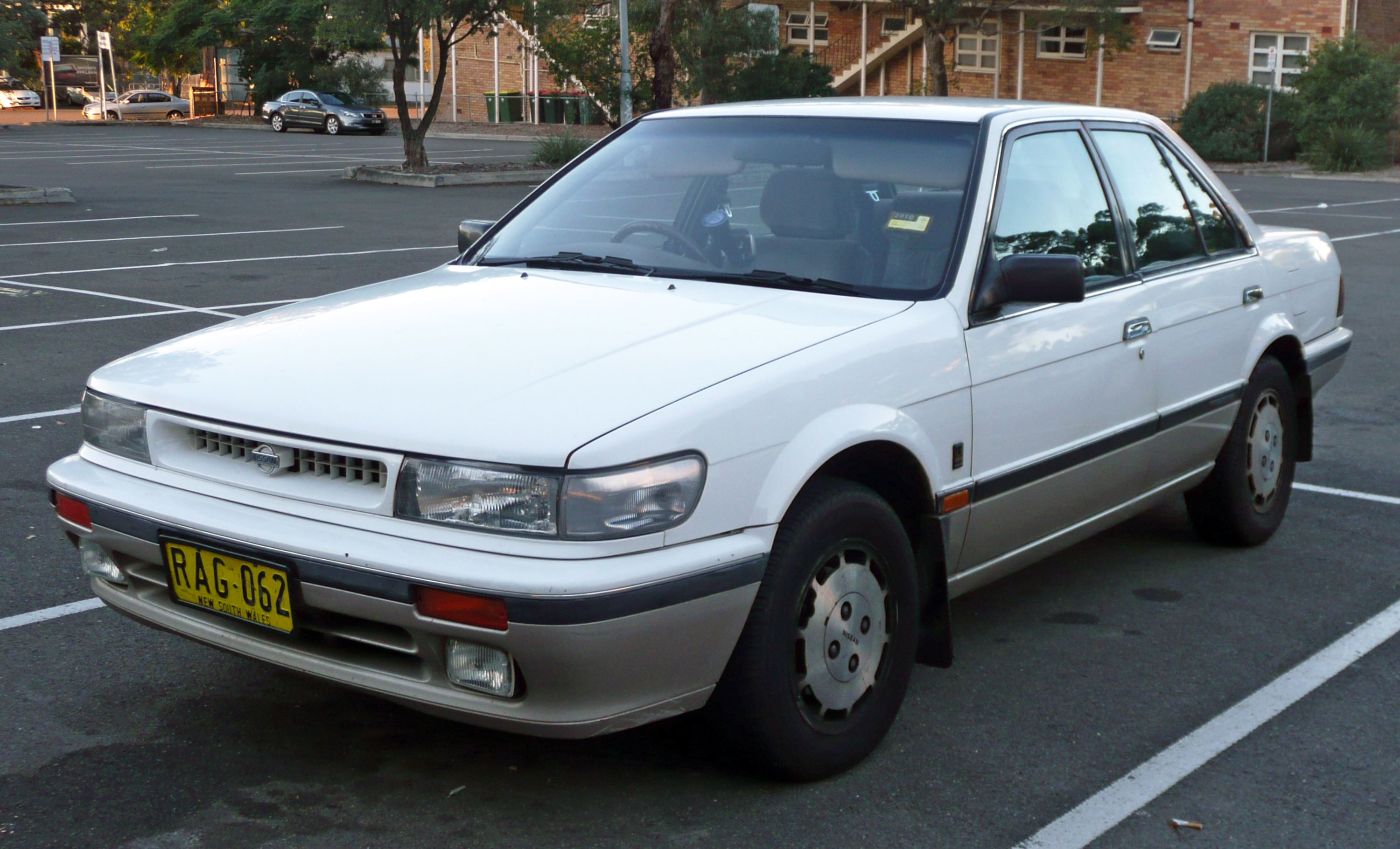
Nissan Pintara выпускалась компанией Nissan Australia

Nissan впервые организовала сборку автомобилей в 1966 году, когда Pressed Metal Corporation начала выпуск Datsun Bluebird 1300. Соглашение завершилось через полтора года, но к 1968 году сборку моделей Datsun организовала мельбурнская компания Motor Producers Ltd. на заводе в Клейтоне. К 1971 году началась местная сборка моделей 1200 и 1600 с локализацией не менее 60 %. Соглашение длилось до 1976 года.
Nissan Motors также использовала завод в Клейтоне для сборки собственных небольших четырёхцилиндровых автомобилей, ожидая повышения спроса после нефтяного кризиса 1973 года. В ряд моделей, произведенных в Австралии, входили Pulsar, Pintara, и Skyline. Однако к концу 1980-х годов Nissan столкнулась с финансовыми трудностями и в конце концов закрыла свои австралийские заводы в 1992 году, перейдя исключительно на продажи импортируемых автомобилей.

#### Renault Australia
Renault (Australia) Pty Ltd создана в конце 1950-х годов для организации ввоза и контрактной сборки в Австралии автомобилей марки Renault. В августе 1966 года Renault Australia приобрела сборочное производство компании Continental and General Distributors в Гейдельберге, штат Виктория.. Здесь начался выпуск моделей, включая Renault 10, 12, 16 и 18. Также собирались автомобили по соглашению с компанией Peugeot. Местное производство завершилось с закрытием завода в июле 1981 года, а импорт автомобилей Renault в Австралии взяла на себя компания LNC Industries. По состоянию на 2012 год автомобили Renault продаются в Австралии через компанию Vehicle Distributors Australia, принадлежащую Nissan Australia.

#### Rootes Australia

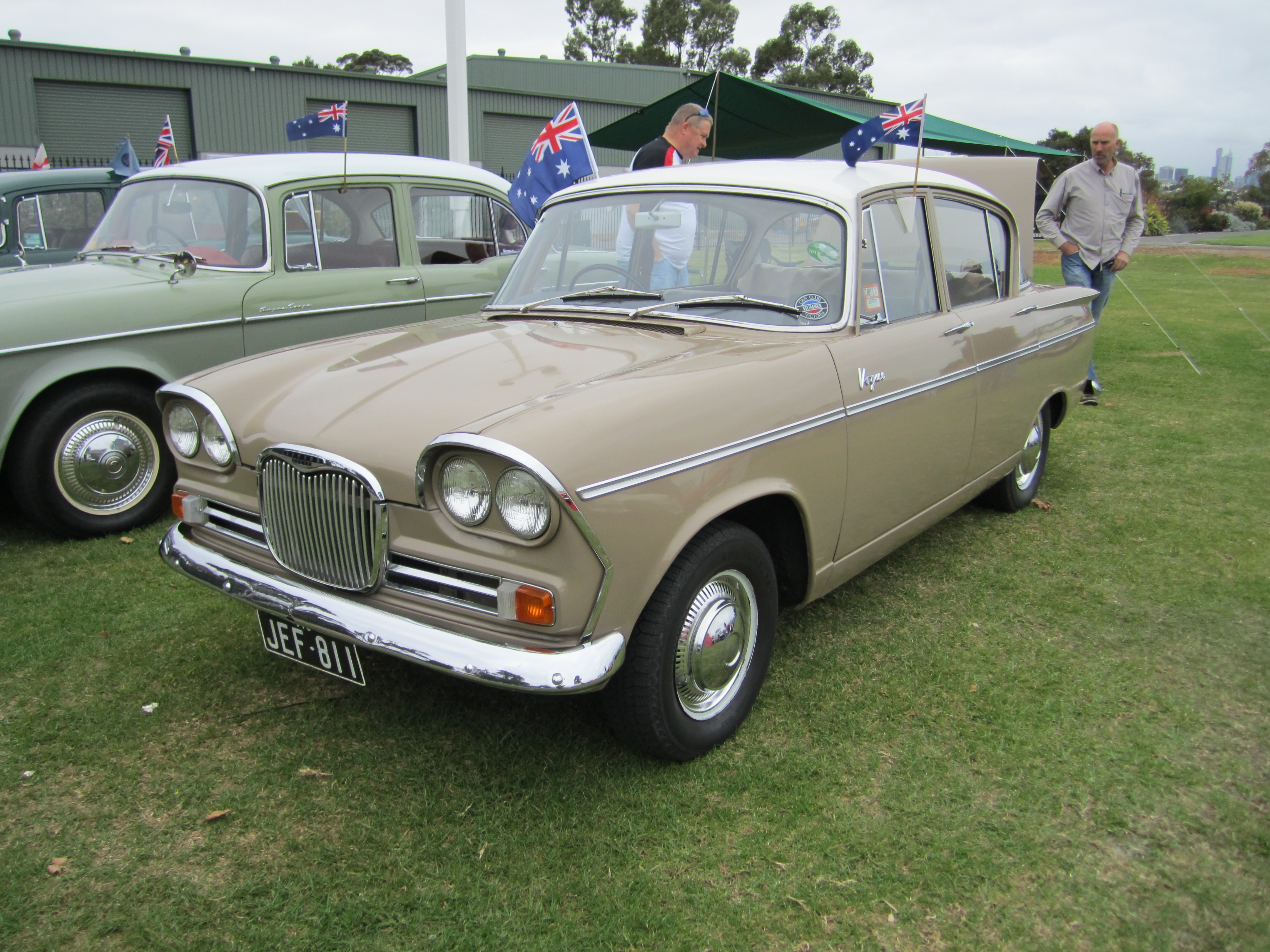
Humber Vogue, выпущенный Rootes Australia

Rootes Australia выпускала модельные ряды Hillman, Humber и Singer в период с 1946 по 1965 год. В декабре 1965 года Rootes Australia объединилась с Chrysler Australia.

#### Toyota Australia

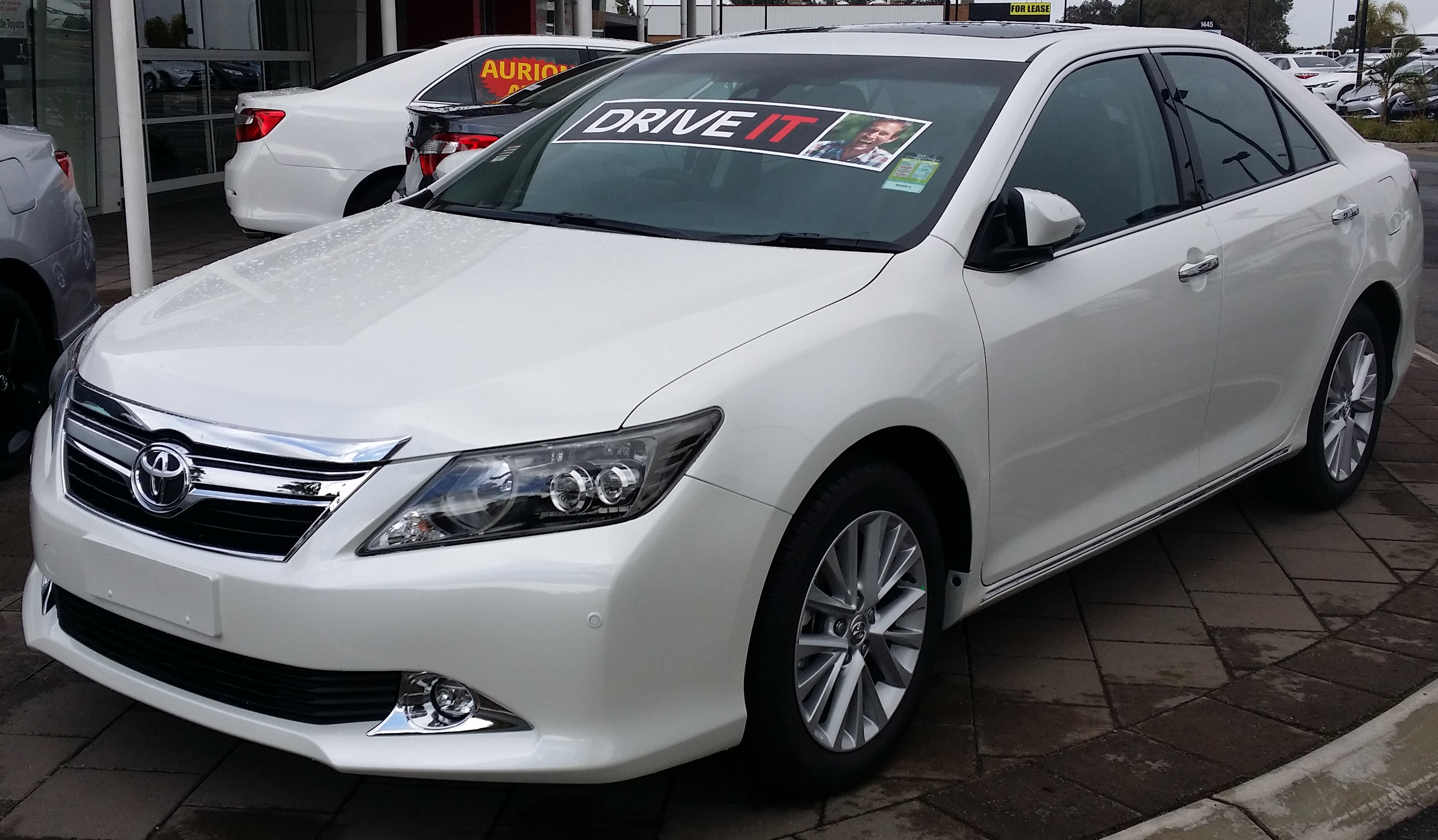
Toyota Aurion, произведённая на заводе в Альтоне

Toyota Motor Corporation Australia (TMCA), или Toyota Australia, — дочерняя компания Toyota Motor Corporation. Появилась в 1958 году для продвижение автомобилей Toyota, организации соревнований, рекламы и исполнения административных функций в Австралии. В ведении TMCA также находится марка Lexus.
Производство автомобилей марки Toyota с 1963 года осуществляла компания Australian Motor Industries. 3 октября 2017 года был закрыт завод в Альтоне, что положило конец местному производству автомобилей Toyota.

#### Volkswagen Australia

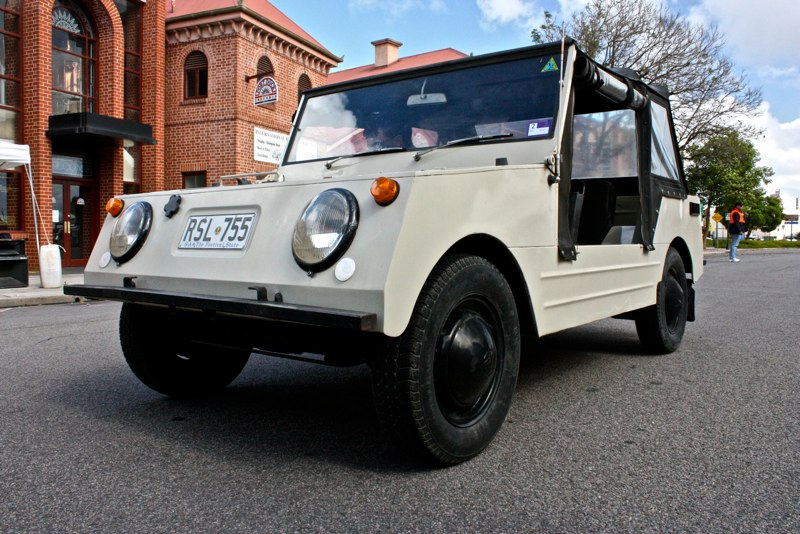
Volkswagen Country Buggy выпускался Volkswagen Australia

Volkswagen Australia Ltd образована в 1957 году немецкой компанией Volkswagen и несколькими австралийскими дистрибьюторами автомобилей. Компания приобрела сборочное производство у компании Martin & King в Клейтоне, штат Виктория, где ещё с 1954 года осуществлялась сборка автомобиля «Жук». К 1960 году в Клейтоне было организовано штамповочное производство панелей, к 1967 году — двигателей и большинства других компонентов.
В 1967 году Volkswagen Australia разработала оригинальный автомобиль Country Buggy, в котором использовались узлы и детали от «Жука» и Kombi (Type 2).
Из-за падения продаж в 1968 году цикл производства снова был сокращён до сборки. Была создана новая компания, Motor Producers Limited, которая включила в ряд собираемых моделей, наряду с Volkswagen, марки Datsun и Volvo. В 1976 году завод был продан Nissan, и вскоре после этого сборка Volkswagen в Австралии прекратилась.

## Мелкие производители

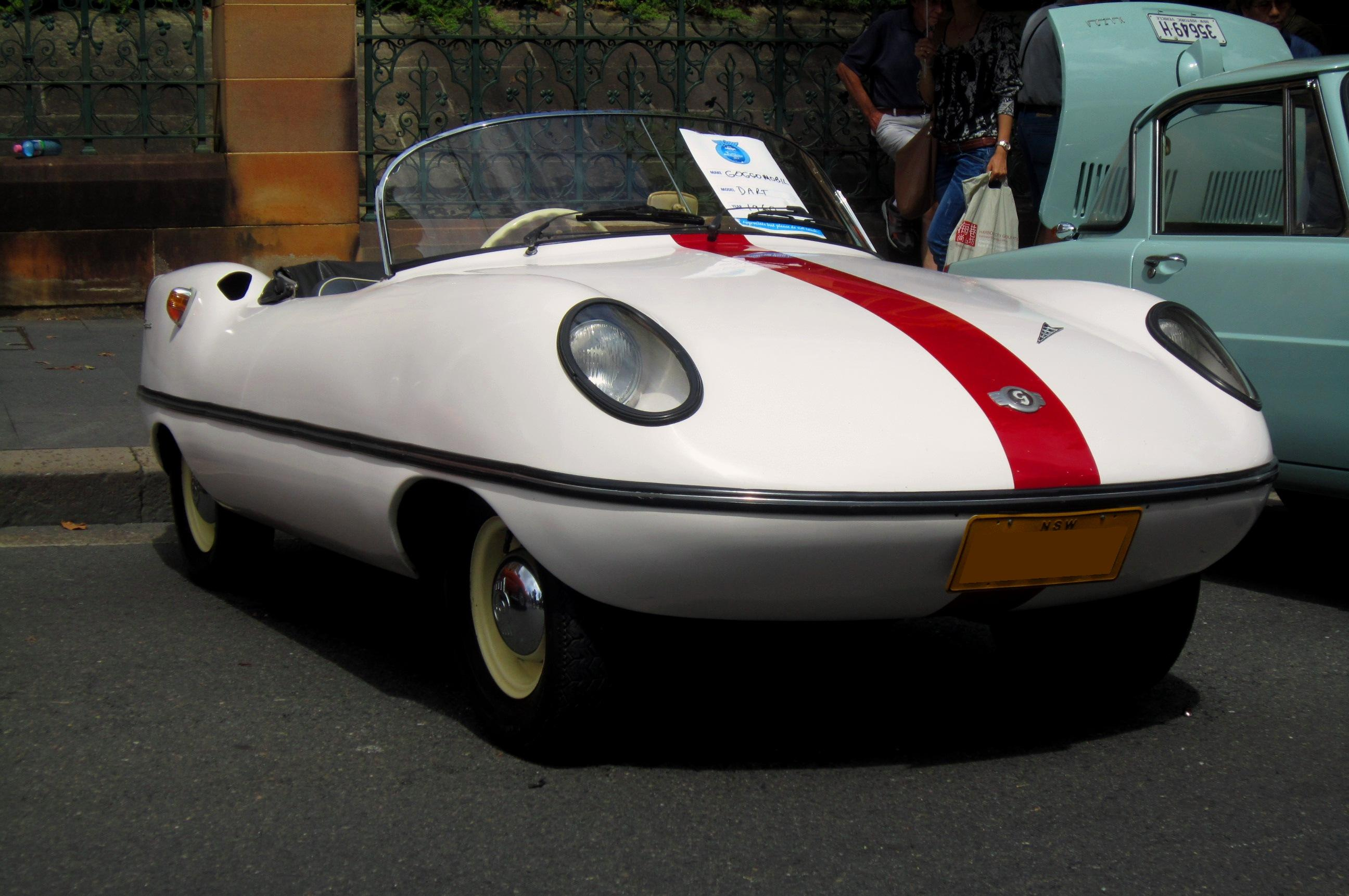
Goggomobil Dart.

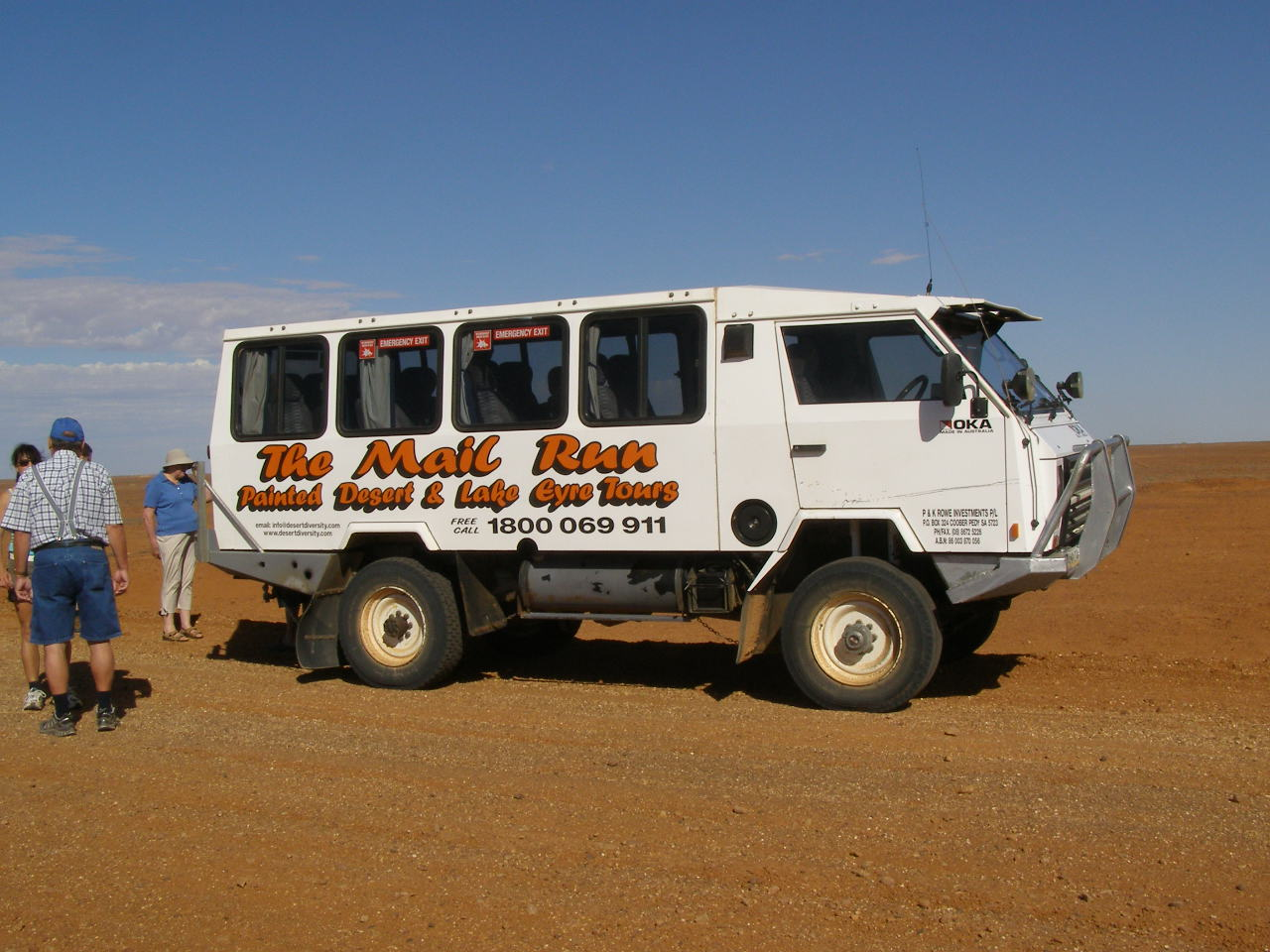
OKA 4wd.

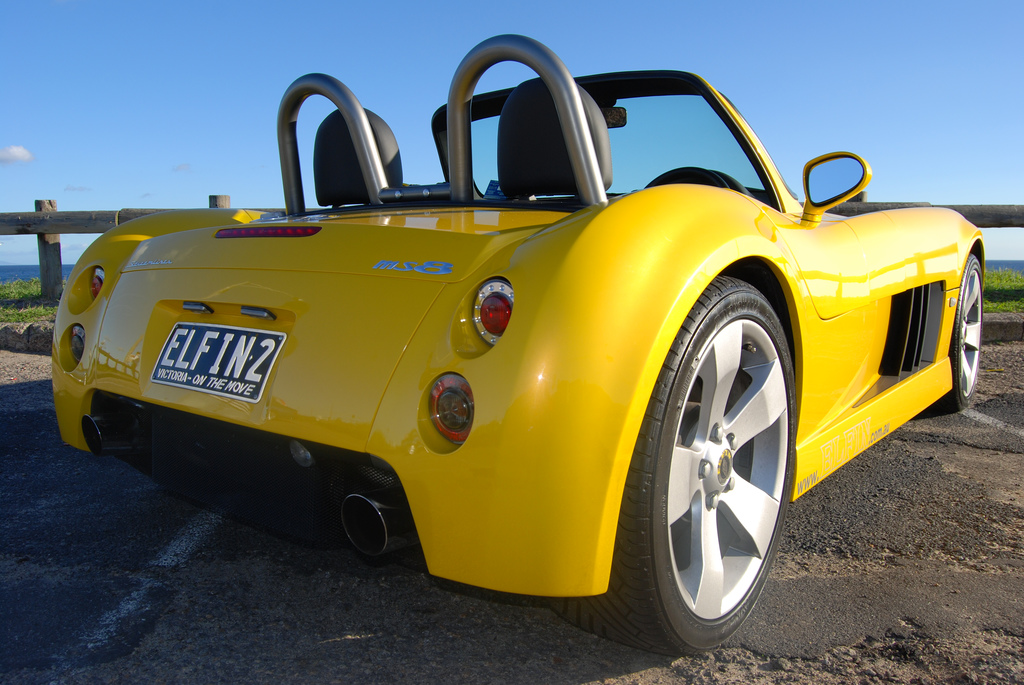
Elfin MS8 Streamliner.

В Австралии действовали, действуют или планируют начать деятельность многочисленные мелкие автопроизводители. Ниже приведён их неполный список.
- Absolute Pace (1990—)[23]
- Alpha Sports
- Amuza
- Ascort (1958—1960)
- Australian Kit Car (1995—)
- Australian Six (1919—1930)
- Australis (1897—1907)
- Birchfield (2003—)
- Birrana
- Blade Electric Vehicles[24]
- Bolwell (1963—)
- Bomac
- Borland Racing Developments
- Bowin Cars (1968—1976)
- Buchanan
- Buckle Motors
- Bullet (1996—)
- Bushranger
- Caldwell Vale (1907—1913)
- Canstel
- Carbontech[25] (1999-present)
- Cheetah Racing Cars
- Chic (1920-е)
- Classic Glass
- Classic Revival (1989—)
- Cobra Craft
- Daktari
- Daytona (2002—)
- Deuce Customs (1979—)
- Devaux (2001—)
- DRB Sports Cars (1997—)
- E-Vade[26]
- Elfin (1958—)
- Evans
- Finch
- G-Force (1986—)
- Giocattolo (1986—1989)
- Goggomobile (1958—1961)
- Goy
- Hartnett (1949—1955)
- Homebush
- Ilinga (1974—1975)
- Joss
- Kaditcha
- Kraftwerkz (2002—)
- Lightburn (1963—1965)
- Lloyd-Hartnett
- Matich (1967—1974)
- Minetti Sports Cars
- Nasenbaer
- Nota (1955—)
- OKA 4wd
- Pellandini Cars (1970—1978)
- Pioneer [27] (1897—1898)
- Piper
- PRB
- Purvis (1974—1991)
- Python (1981—)
- RALT
- RCM
- Rennmax (1962—1978)
- RMC
- Roaring Forties (1997—)
- Robnell
- Sharpbuilt
- Shrike (1988—1991)
- Skelta (2004—)
- Southern Cross (1931—1935)
- Tomcar (2005 — present)[28]
- White Pointer (car)

## Тюнинговые компании

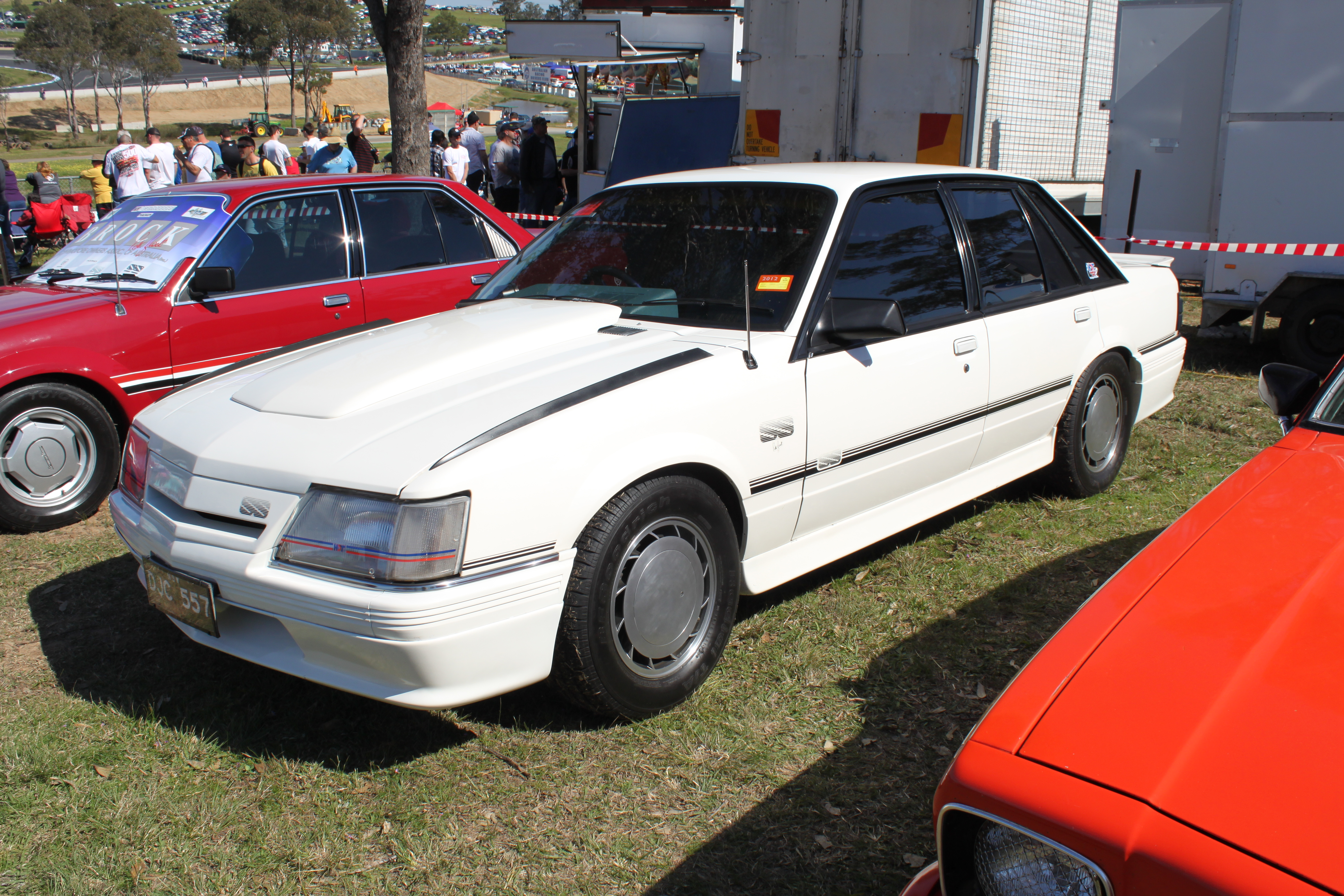
HDT VK Commodore SS.

### Действующие компании
К 2018 году тюнингом автомобилей в Австралии занимаются компании:
- Holden Special Vehicles (HSV) — официальный партнёр GM Holden.
- Walkinshaw Performance — авторизованный партнёр Holden Special Vehicles и Hummer

### Компании прошлого
- Ford Tickford Experience (FTE) — официальный партнёр Ford Australia (1991—2002)
- Ford Performance Vehicles (FPV) — собственное спортивное отделение Ford Australia (2002—2014).
- HDT Special Vehicles (HDT) — бывшая тюнинговая компания Holden (производственное крыло Holden Dealer Team).